# Визирка
Визи́рка — село Визирської сільської громади в Одеському районі Одеської області. Адміністративний центр Визирської сільської громади. Населення становить 1175 осіб.

## Розташування
Село розташоване у верхів'ї Малого Аджалицького лиману за 18 км від районного центру Доброслав та за 20 км від залізничної станції Кремидівка у напрямку Одеса — Помічна. За 2 км від Визирки проходить автодорога М14.

## Символіка
На синьому полі золоте колесо з шістьма спицями у вигляді колосків по середині якого якір з двома лапами, над якими вгорі срібна чайка з червоним дзьобом і лапами, що летить та внизу срібною шиповидною хвилею. Щит розміщений у золотому картуші та увінчаний золотою сільською короною.
Колесо у вигляді сонця символізує південний край та сільське господарство. Чайка та якір — символ морської промисловості, розташованого в межах території с. Визирка підприємства ТОВ «Трансінвестсервіс», срібна хвилька нагадує води Малого Аджаликського лиману, біля якого розташоване село. Золотий, жовтий колір є символом багатства, благородства, достатку, срібний (білий) колір — чистоту, синій колір — гідність та добро.

## Історія
Назва села Визирка походить від слова «визир». Корінні мешканці села походять з козацького роду і є нащадками чорноморських козаків, котрі були учасниками останньої російсько-турецької війни 1823—1829 років. До Другої світової війни визирчани носили козацький одяг, замість слів «село» і «вулиця» вживалися слова «слобода» і «ділянка». За свідченнями старожилів, вулиця Новозаградіївська називалась Новозаградіївська слобода, нинішня вулиця Перемоги — Полтавська слобода, центр села мав назву Новостроївська слобода, вулиці 51-ї Перекопської дивізії та Чапаєва — Білогорка.
Після дозволу Катерини II поселятись іноземцям на цих теренах, першими з поселенців стали німці. Крім того, до нового поселення прибули 112 сімей із сіл Заградівка, Мар'їне, Білогірка, Наталівка Херсонської губернії, які отримали по 5,5 десятин землі. З часом поселенці назвали свій населений пункт Новозаградіївка. І лише у 1820 році село знову почало називатися Визирка.
У 1920—1930 роках у селі було створено три колгоспи: «Червоний партизан», «Червона Визирка», «51-ї Перекопської дивізії». 1952 року вони об'єдналися в один колгосп ім. Чапаєва.

## Населення

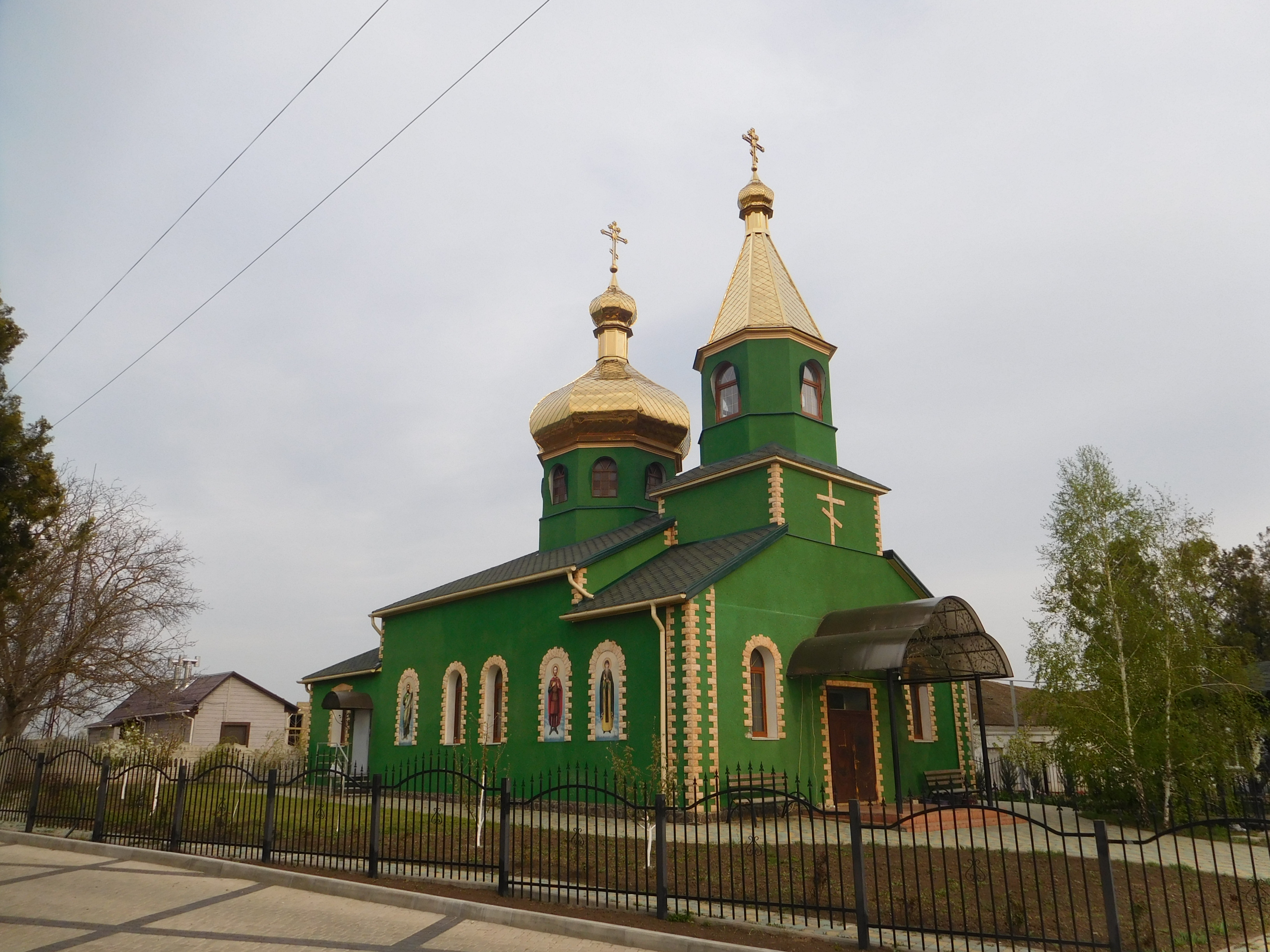
Спас-Преображенський ставропігійський храм

Згідно з переписом УРСР 1989 року чисельність наявного населення села становила 1131 особа, з яких 513 чоловіків та 618 жінок.
За переписом населення України 2001 року в селі мешкали 1172 особи.

### Персоналії
- Анатолій Володимирович Березовський — учасник Радянсько-японської війни 1945 р., Почесний громадянин Визирської об'єднаної територіальної громади. Народився у Визирці[4].

### Мова
Розподіл населення за рідною мовою за даними перепису 2001 року:
| Мова       | Відсоток |
| ---------- | -------- |
| українська | 85,02 %  |
| російська  | 11,49 %  |
| румунська  | 2,55 %   |
| гагаузька  | 0,34 %   |
| білоруська | 0,17 %   |
| вірменська | 0,09 %   |
| румунська  | 0,09 %   |
| інші       | 0,25 %   |